# Арапско-израелски сукоб
Израелско-арапски сукоб је име за честе војне сукобе између Израела и других арапских држава који се воде од почетка 20. века. Укључује стварање државе Израел као јеврејске отаџбине и односе са суседним арапским државама. Уз сталну напетост, догодило се шест већих међудржавних ратова. Упркос малој територији и жртвама догађања, овај је конфликт један од медијски најприсутнијих свих времена.

## Историја

### Крај 19. века - 1948: Корени
Ниједно светско жариште у протеклих пола века није било континуално нестабилно, нити је имало тако глобално важне последице као подручје предњег Блиског истока. Регија обухвата државе Блиског истока окренуте Медитерану - Израел с окупираним подручјима, те Либан, Сирију, Египат и Јордан. Почетком 20. века та подручја су се налазила у саставу Османског царства, с изузетком Египта који је био британски протекторат и Либана у која је делимично пенетрирала француска колонијална власт. Насељавала га је апсолутна већина муслиманског становништва арапског порекла с малим енклавама хришћанских маронита, Јевреја и шиитских муслимана.
Слабљење Османског царства крајем 19. века дало је одређену наду арапским лидерима да ће свршетком отоманске власти бити створена јединствена арапска држава. Но, развој догађаја текао је другим смером. Важност регије за стратешке интересе европских колонијалних сила била је велика, те је подручје Блиског истока крајем Првог свјетског рата и пропасти Отоманске империје, уз благослов Лиге народа, било раздељено између европских сила на више територија с различитим степеном аутономије. Тако је на подручју предњег Блиског истока припала Великој Британији као мандатно подручје Палестина, с обавезом стварања националног дома за Јевреје.
У новембру 1947. Уједињене нације су Резолуцијом бр. 181 одлучиле да мандат Велике Британије у Палестини престаје у мају 1948. Објављен је план о подели Палестине на две државе: јеврејску и арапску. Према плану, оба дела требало је да буду уједињена привредном унијом, а подела је предвиђала посебни статус града Јерусалима, као подручја под директном надлежношћу Уједињених нација. Одлука је донесена уверљивом већином гласова у Генералној скупштини, уз истовремену подршку гласова Сједињених Држава и Совјетског Савеза. Велика Британија остала је уздржана, а против поделе гласале су све арапске земље. Палестински Јевреји прихватили су план, док га је арапска заједница одлучно одбацила. Различит став двеју заједница према УН плану резултовао је ескалацијом борби.

### 1948–1967.

#### Арапско-израелски рат 1948.
Када се 14. маја 1948. завршио британски мандат, истога дана је проглашена држава Израел. Арапске су земље већ сутрадан напале Израел. Избио је рат између Израела и следећих арапских земаља: Либана, Сирије, Египта, Трансјорданије, Саудијске Арабије, Ирака и Јемена. Упркос тешкој ситуацији, те неким почетним неуспесима, израелска војска показала се надмоћном, те је у седмомесечном рату поразила арапске војске и преузела контролу над 78% остатка мандатне Палестине.
Јудеја и Самарија су дошле под трансјорданијску контролу. Трансјорданија је те територије анексирала (Западна обала), и име је промењено у Јордан. Појас Газе заузима и анектира Египат. Са територија под израелском контролом избегло је или протерано између 520.000 људи (према израелским проценама), 900.000 људи (према арапским проценама) и око 720.000 по подацима УН-а. Истовремено, из арапских је земаља протерано између 800.000 и милион Јевреја; њих око 600.000 налази уточиште у Израелу.

#### Суец 1956.
Национализација Суецког канала 1956. пружила је Израелу прилику да нападне Египат како би привео крају терористичке нападе на граници. Након снажног америчког притиска и краткотрајне борбе, Израел је пристао да се повуче из Синаја уз обећање о ненападању и неометању пловидбе израелских бродова у Арапском заливу од стране Египта.

#### Шестодневни рат 1967.
До краја 1966. сукоби Израела и арапских суседа попримили су озбиљне размере. Осуда тих инцидената од УН-а била је неделотворна. Када је египатски председник Насер затворио Арапски залив за пловидбу, по међународном је праву објавио рат Израелу. Насер је покренуо египатске снаге ближе граници, а како би предухитрио било какав арапски напад, Израел је ударио први и уништио египатске снаге још у базама. Јордан и Сирија напали су Израел са територија Западне обале и Голанске висоравни. У мање од недељу дана Израел је од Египта окупирао Појас Газе, цели Синај, од Јордана западну обалу Јордана и од Сирије Голанску висораван. Уследила је Резолуција Савета безбедности УН, која почива на билатералности и принципу „земља за мир“, а по којој се од Израела тражило да се повуче с одређених делова заузетих територија (унутар сигурних и одбрањивих граница) у замену за мир.

### 1967–1973.

#### Тероризам
Шездесетих година је блискоисточни конфликт изашао изван оквира регије. Након што је арапска немоћ на бојном пољу доказана у три рата с понижавајућим исходом за арапске земље, Палестинци су посегнули за другим методама борбе. Десетине младих Палестинаца који су рођени и одрасли у избегличким камповима далеко од своје отаџбине били су седамдесетих година спремни умрети за палестински покрет у спектакуларним терористичким нападима. Седамдесетих година су светске агенције готово недељним ритмом извештавале о терористичким акцијама, понекад изведеним хиљадама километара изван Блиског истока, које су чинили Палестинци.

#### Погранично исцрпљивање
Рат исцрпљивања који се водио између Египта и Израела од 1968. до 1970. био је ограничени погранични рат. Отпочео га је Египат у намери да заузме Синајско полуострво које је изгубио у Шестодневном рату. Рат је завршио прекидом ватре 1970. са линијама разграничења између те две државе која је остала непромењена.

#### Јом Кипурски рат 1973.
Египатска војска је у изненадном нападу прешла Суецки канал 6. октобра 1973, но убрзо је поражена у покушају изненадног поврата Синаја. Психолошки ефект иницијалне египатске победе у рату омогућио је историјску посету египатског предсједника Садата Израелу 1977. и мировне преговоре, који су кулминирали споразумом у Кемп Дејвиду, у којем се Израел, Египат и САД слажу да ће се Израел повући са Синаја, Израел и Египат ће нормализовати односе, а споразум ће бити повезан с преговорима о аутономији Палестинаца на Западној обали и у Појасу Газе.

### Кемпдејвидски споразум
Покретање мировног процеса између два заклета непријатеља Египта и Израела приближило се реализацији након што је амерички председник Џими Картер позвао египатско и израелско водство на разговоре у Кемп Дејвид у Сједињеним Америчким Државама. Разговори су почели у септембру 1978. те је након тринаест дана постигнут договор који је у марту 1979. званично потписан у Вашингтону. Кемпдејвидски споразум из корена је изменио стратешке односе на Блиском истоку - окончано је ратно стање између две државе, а Израел је добио дипломатско признање Египта и осигурао јужну границу, те несметану пловидбу израелских бродова кроз Суецки канал, док је Египту враћено Синајско полуострво те је добио статус блиског америчког савезника, што је подразумевало велику америчку војну помоћ. Последице по Совјетски Савез биле су трајни губитак значајнијег утицаја и присуства у региону.

### ПЛО у Либану
ПЛО, након неуспелог покушаја пуча у Јордану бежи у Либан и користи га као базу за нападе на Израел. Израелска војска у неколико наврата напада и улази у Либан (1978. и 1982). Израелци су се повукли крајем 1982, али су задржали контролу над појасом од десет миља на југу земље.
Као резултат тих акција, ПЛО напушта Либан и своје упориште успоставља у Тунису.

#### Прва интифада
У децембру 1987. започиње побуна као спонтана провала протеста међу Палестинцима на окупираним територијама против двадесетогодишње окупације. Интифада је започела кад су деца и омладина изашли на улице бацајући камење и запаљиве бомбе на израелске војнике и кад је упућен позив на генерални штрајк. Тим протестом Палестинци су желели да покажу да они нису наоружан народ, већ да једноставним бацањем камења, демонстрацијама и штрајковима могу проузроковати знатне штете држави Израел. Протест се завршио у септембру 1993.

#### Кувајт и Заливски рат
Широко распрострањено мишљење око напада Ирака на Кувајт било је да крајњи циљ напада нису ни погранични спорови ни нафта, већ уједињење свих Арапа и упрезање њихових снага у борбу против Израела. Арафатова подршка ирачкој инвазији уназадила је палестински покрет за дужи низ година. Палестинци су у Садаму Хусеину видели снажног човека који има моћ и храброст да се супротстави Израелу и САД.
Израел је био минимално уплетен у овај рат. Претрпео је ракетирање ирачким СКАД ракетама, али на захтев САД није војно одговорио.

#### Мадрид 1991.
Америчка иницијатива довела је до сазивања тродневне конференције у Мадриду 1991. Због израелског непризнавања ПЛО-а, Палестинци су били укључени као чланови јорданске делегације, али су могли да делују независно.
Водила се велика расправа, поготово око формуле „земља за мир“. Две стране су се сложиле да наставе расправе наредних месеци. Екстремистичке палестинске групе попут Хамаса и Исламског џихада осудиле су процес као распродају Палестине, а због потписивања споразума, Арафата је оставио дугогодишњи савезник и саветник Едвард Саид.

#### Осло
У време Мадридског процеса, посредством норвешке владе почели су тајни преговори у Ослу, који су завршени споразумом Осло I, потписаним од Јицака Рабина и Јасера Арафата у Белој кући 13. септембра 1993. Споразумом је договорено поступно израелско повлачење из Газе и Јерихона и препуштање управе Палестинској самоуправи. Највећи је успех био признавање ПЛО-а као представника Палестинаца, а ПЛО је формално признао право Израела на постојање, иако још увек није променио повељу, у којој позива на уништење Израела. Снажно противљење споразуму међу Палестинцима довело је до снажења тероризма, који се огледао у почетку самоубилачких напада на цивилне циљеве (аутобусе, ресторане и слично).
У септембру 1995. године следио је споразум Осло  који је заменио све дотадашње споразуме. Западна обала је подељена на 4 зоне, а предлог је био неприхватљив и Палестинцима и Израелцима. Резултат споразума је било убиство Јицака Рабина од стране израелског екстремисте Јигала Амира 4. новембра 1995.

### 2000 - до данас

#### Ал-Акса Интифада
Током предизборне кампање за израелски парламент Кнесет, Аријел Шарон, вођа Ликуда, посетио је остатке јеврејског Другог Храма на Брду храма у Јерусалиму 28. септембра 2000, а пратило га је око хиљаду полицајаца. Он је истакао је да Израел никада неће одустати од права на Храмски брежуљак. Палестинци су то искористили како би покренули унапред припремљену тзв. Другу интифаду, која траје и данас. У њој су Палестинци изашли на улице у протесту који је постао све насилнији, с наставком самоубилачких напада, започетих 1994. године, која су проузроковала смрт многих израелских цивила. Припадници Хамаса укључени су у нападе на јеврејске насељенике, а Израелци врше притисак на Палестинце ограничавајући им кретање, и затварајући границе.

#### Либан и Газа 2006.
Напади милитаната на израелске војнике на границама Израела са Газом и Либаном довело је до нових сукоба. Посебно је силовит био онај у јулу и августу 2006. када је израелска војска била уплетена у жестоки рат са шиитском милитантном групом Хезболах у Либану. Једномесечни рат је однео преко 1.500 живота, већином либанских цивила.

### Владини и званични извори
- Israel's Ministry of Foreign Affairs
  - „Victims of Palestinian Violence and Terrorism since September 2000”. Архивирано из оригинала 03. 04. 2007. г. Приступљено 29. 08. 2018.
- „League of Arab States”. Архивирано из оригинала 13. 10. 2016. г. Приступљено 06. 02. 2017.
- „Palestinian Authority Ministry of Foreign Affairs”. Архивирано из оригинала 05. 08. 2010. г. Приступљено 06. 02. 2017.
- United Nations on the Question of Palestine

### Регионални медији
Израелски
- Israel News – Yedioth Aharonoth Israel's largest newspaper, centrist (Hebrew)
- Jerusalem Post, Israel's oldest English newspaper, conservative
- Ha'aretz Israeli newspaper, liberal
- Jerusalem Newswire Christian-run Jerusalem-based news website, conservative

Арапски
- „Lebanon Daily Star”. Архивирано из оригинала 20. 09. 2020. г. Приступљено 06. 02. 2017., largest English-circulation newspaper in the Arab world
- „Al Ahram”. Архивирано из оригинала 02. 05. 2014. г. Приступљено 06. 02. 2017., Egypt's largest newspaper
- Palestine Chronicle, weekly electronic paper

### Анализа
- „Dean Peter Krogh Examines Prospects for Peace”. Архивирано из оригинала 19. 09. 2013. г. Приступљено 29. 08. 2018. from the „Dean Peter Krogh Foreign Affairs Digital Archives”. Архивирано из оригинала 12. 03. 2012. г. Приступљено 29. 08. 2018.
- NGO Monitor, NGO watchdog group, highlighting perceived instances of anti-Israeli NGO bias
- Jerusalem Center for Public Affairs
- „Israel/Palestine Center for Research and Information”. Архивирано из оригинала 25. 01. 2014. г. Приступљено 06. 02. 2017. Joint Israeli-Palestinian think tank
- Middle East Research and Information Project
- Washington Institute for Near East Policy
- „The Ariel Center for Policy Research”. Архивирано из оригинала 22. 04. 2006. г. Приступљено 06. 02. 2017.
- „A Regional Perspective on the Arab-Israeli Conflict by Jay Shapiro”. Архивирано из оригинала 07. 08. 2011. г. Приступљено 06. 02. 2017.
- Jerusalem Institute for Israel Studies

### Мировни предлози
- A historical summary of Middle East Peace Plans and Proposals

### Мапе
- MideastWeb Middle East Map Collection
- „FactsOfIsrael.com”. Архивирано из оригинала 07. 02. 2017. г. Приступљено 03. 06. 2019. Maps, history, statistics, victims
- University of Texas Map Collection

### Општи извори
- The State of Israel The Jewish History Resource Center, Project of the Dinur Center for Research in Jewish History, The Hebrew University of Jerusalem
- Daily digest of commentary about the Arab-Israeli conflict from around the world
- „Israel and the Palestinians”. Архивирано из оригинала 26. 02. 2009. г. Приступљено 06. 02. 2017.
- „Encarta Encyclopedia on the Arab-Israeli Conflict”. Архивирано из оригинала 28. 10. 2009. г. Приступљено 30. 06. 2019.( 2009-10-31)
- Guide to the Arab-Israeli Conflict, includes links to historical sources, as well as sources representing the Arab and Israeli sides of the conflict.
- The Guardian (UK) A Brief History of Arab-Israeli Conflict (flash)
- Israel-Palestine Conflict на веб-сајту  (језик: енглески)
- „Diplomacy Monitor – Middle East”. Архивирано из оригинала 04. 02. 2012. г. Приступљено 06. 02. 2017.
- Information (articles, reports, maps, books, links, ...) on the israeli palestinian conflict (middle east conflict)
- „Holy Land, Unholy War”. Архивирано из оригинала 09. 01. 2007. г. Приступљено 06. 02. 2017. Independent coverage of the Middle East conflicts by the news agency Inter Press Service
- "A Brief History of the Arab-Israeli Conflict" by Jeremy Pressman